# Маккензи Ривер Хаски
Макке́нзи Ри́вер Ха́ски (англ. Mackenzie River husky) или Хаски реки Маккензи — термин описывающий несколько арктических и субарктических локальных популяций ездовых собак, ни одна из которых не является породой. Название образовано от названия реки и употребляется для имени породы, над которой ведется селекционная работа в ряде питомников Северной Америки.

## Происхождение
Исторически этот термин по-разному применялся к различным популяциям собак в северных регионах Канады и Аляски. Местные жители называли собак в соответствии с названиями деревень и территорий. Каждая деревня или сообщество, разделенные сотнями и тысячами километров, независимо развивали похожие характеристики у собак племени, основанные на схожих потребностях. Тем не менее, аборигенная порода, выведенная для работы в упряжках, способных перевозить большие грузы по глубокому снегу, лесным тропам, холмистой или гористой местности, потребляя при этом ограниченное количество пищи, была практически утрачена. С началом Клондайкской золотой лихорадки спрос на собачьи упряжки беспрецедентно вырос. Аборигенные породы активно приобретались и скрещивались с другими породами собак.
Собаки из районов Олд-Кроу, Форт-Макферсон, бассейнов рек Арктик-Ред-Ривер, Поркьюпайн, Хей и Маккензи скрещивались с крупными европейскими породами, такими как Сенбернар, ньюфаундленд или американский стагхаунд, и иногда назывались «гончими реки Маккензи», что привело к появлению множества метисов и путаницы вокруг их названия.
Маккензи Ривер Хаски ценились как выносливые тяжеловозы и преданные собаки. Устойчивое название «Хаски реки Маккензи» было введено в обиход заводчиками в 1960-е годы, когда отличия между представителями территориальной группы ездовых собак стали мало различимы, а их количество указывало на угрозу исчезновения.
Исчезновение популяции хаски реки Маккензи началось в 1960-е годы в результате нескольких факторов: распространение снегоуборочной техники; открытие месторождений нефти и последующее образование корпораций с участием сообществ представителей коренных народов, дивиденды которых позволили людям приобретать себе снегоходы, пришедшие на замену собачьим упряжкам; усилия Канадского правительства, направленные на то, чтобы ограничить местный суверенитет путём массового убийства ездовых собак в 1950—1960-е годы под предлогом борьбы с бешенством; и выгодные гонки на собачьих упряжках, которые привели к росту популяции более быстрых ездовых пород.
Некоторые источники описывают хаски реки Маккензи как собаку, используемую ранее Королевской канадской конной полицией, и предположительно произошедшей от скрещивания эскимосской собаки, крупных европейских пород и волка. Существуют довольно много версий происхождения данной породы. Отмечаются также общие корни, внешнее сходство и назначение с аляскинскими маламутами, упоминается альтернативное название породы — «маламуты реки Маккензи». Хаски реки Маккензи использовались Полом Волкером из штата Мичиган при формировании линии аляскинского маламута известной как М’Лут.

## Формирование породы
Современная программа исследования и разведения хаски реки Маккензи началась в 1990 году на основе поголовья, которое сохранилось у жителей Аляски — переселенцев 1960-х годов из южных штатов (ветеранов Вьетнамской войны, уклонистов и бывших хиппи).
Наиболее известные современные представители Маккензи Ривер Хаски — ездовые собаки координатора проекта восстановления породы Донны Доулинг и некоторых других заводчиков из штата Аляска.
Эти собаки имеют рост от 64 до 81 см и вес от 29 до 57 кг. У Маккензи Ривер Хаски обычно длинная мягкая шерсть, наиболее свисающая на шее, плечах, лапах и вдоль линии живота. Строение худощавое, стоячие уши, прямой хвост и длинные ноги. Окрас обычный для северных собак — чёрный и белый, оттенки серого и соболиного, коричневый, оттенки красного, на морде белая или кремовая маска. Глаза — желтые или светло-карие, но иногда проявляется рецессивный ген отвечающий за голубые глаза, которые считаются менее привлекательными для породы. По характеру активны, умны и полностью доверяют людям.
Закрепленная линия породы и стандарт отсутствуют. Порода не признана ни одним крупным клубом.
Развиваемая порода также предназначена для перевозки тяжелых грузов по глубокому снегу на большие расстояние.